# St. Blasius (Alleshausen)

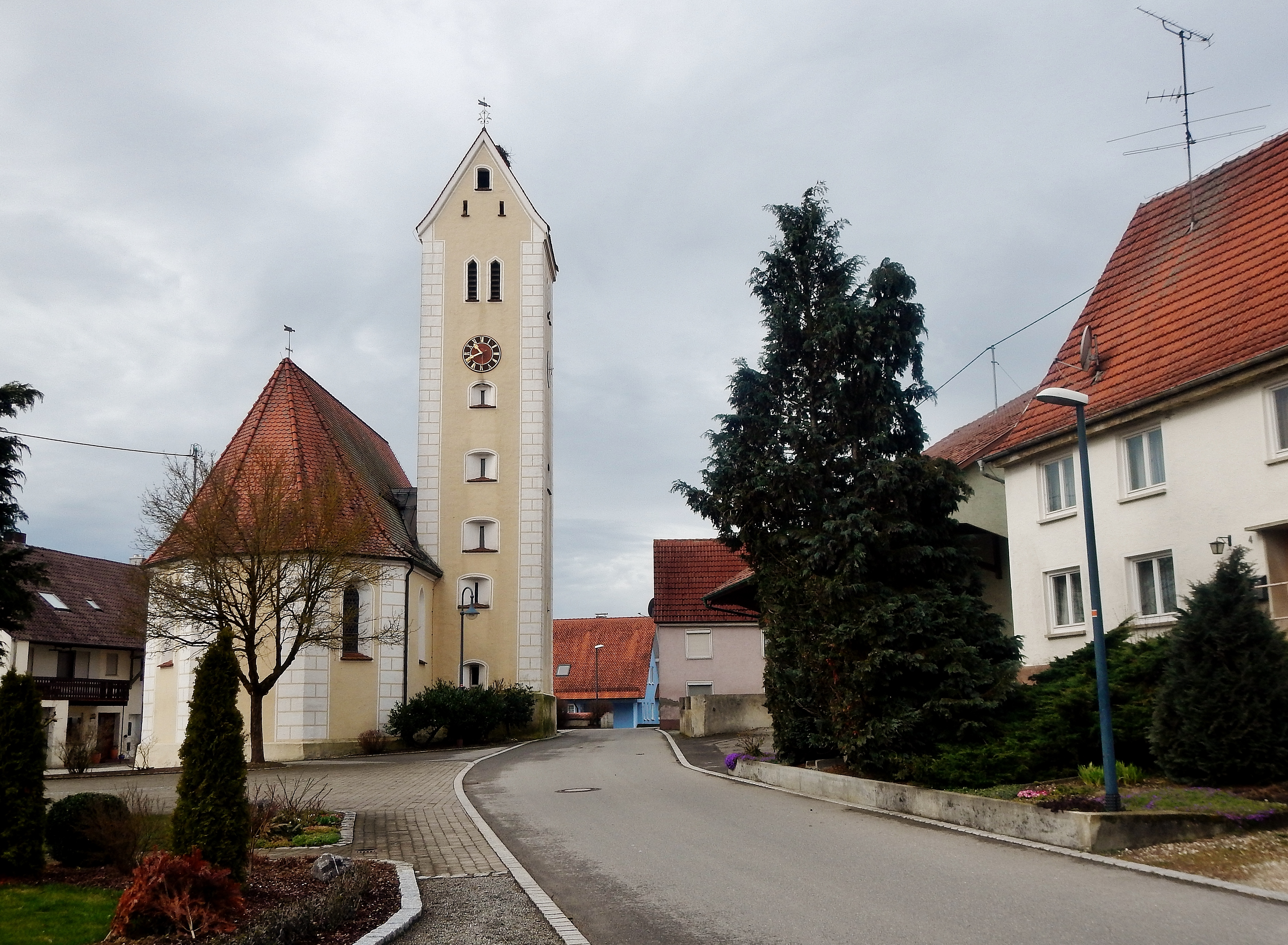
St. Blasius in Alleshausen

Die römisch-katholische Kapelle St. Blasius steht in Alleshausen, einer kleinen Gemeinde im Landkreis Biberach in Baden-Württemberg. Die Kapelle gehört zur Diözese Rottenburg-Stuttgart. Sie ist beim Landesamt für Denkmalpflege Baden-Württemberg als Baudenkmal eingetragen.

## Beschreibung
Die 1486 geweihte gotische Saalkirche besteht aus einem Langhaus, das mit einem Satteldach bedeckt ist, einem dreiseitig geschlossenen Chor im Osten und dem 1494 an die Nordwand des Langhauses angebauten Kirchturm. Im 18. Jahrhundert wurde die Kapelle dem barocken Zeitgeschmack angepasst. Die Statuen aus dem 15. und 16. Jahrhundert blieben erhalten. Die Statuen am Altar, die den heiligen Urban und den heiligen Blasius darstellen, stammen von Michel Erhart. Aus der Ulmer Schule entstanden eine Maria und ein Kruzifix. Die Pietà ist auf etwa 1520 datiert. Ein Relief über die Beweinung Christi aus der Zeit um 1480 wird Michael Zeynsler zugeschrieben.